# 孟连苞叶兰
孟连苞叶兰（学名：Brachycorythis meng-lianensis）是蘭科苞叶兰属的一种植物。
2001年发表后再未被采集到，被处理为长叶苞叶兰(Brachycorythis henryi)的同物异名。2016年后重新采集到该种，并确认了种的分类学地位。